# Opisthograptis rumiformis
Opisthograptis rumiformis là một loài bướm đêm trong họ Geometridae.